# Edward Caird
Edward Caird (* 23. März 1835 in Greenock; † 1. November 1908) war ein schottischer Philosoph. Er war Bruder des Theologen John Caird.

## Leben
Edward Caird wurde in Greenock in Renfrewshire geboren und bekam seine Ausbildung auf der Greenock Academy, in der Glasgow und in der Oxford University. Er unterrichtete am Merton College in Oxford. 1866 wurde er Professor für Moralphilosophie an der University of Glasgow. Dort wirkte er bis 1893. Anschließend ging er ans Balliol College in Oxford, wo er bis 1907 wirkte. 1900 wurde er zum Ehrenmitglied (Honorary Fellow) der Royal Society of Edinburgh gewählt. 1902 wurde er Mitglied der British Academy.

## Werke
- The Collected Works of Edward Caird, 12 vols., ed. Colin Tyler, Bristol: Thoemmes Press, 1999
- A Critical Account of the Philosophy of Kant, with an Historical Introduction, Glasgow: J. Maclehose, 1877
- Hegel, Philadelphia: J. B. Lippincott and Co.; Edinburgh: W. Blackwood and Sons, 1883
- The Social Philosophy and Religion of Comte, Glasgow: J. Maclehose and Sons, 1885; New York: Macmillan, 1885
- The Critical Philosophy of Immanuel Kant, Glasgow: J. Maclehose and Sons, 1889; New York: Macmillan, 1889 (2 vols.)
- Essays on Literature and Philosophy, Glasgow: J. Maclehose and Sons, 1892 (2 vols.)
- The Evolution of Religion, Glasgow: James Maclehose and Sons, 1893; New York: Macmillan, 1893
- The Evolution of Theology in the Greek Philosophers, Glasgow: J. Maclehose and Sons
- The Problem of Philosophy at the Present Time: an Introductory Address Delivered to the Philosophical Society of the University of Edinburgh, Glasgow, James Maclehose & Sons, 1881
- The Moral Aspect of the Economical Problem: Presidential Address to the Ethical Society, London, Swan Sonnenschein, Lowrey & Co., 1888
- Address on Plato's Republic as the Earliest Educational Treatise, Bangor: Jarvis & Foster, 1894
- Idealism and the Theory of Knowledge, London: Henry Frowde, 1903
- Lay Sermons and Addresses, Glasgow: J. Maclehose and Sons; New York: Macmillan, 1907